# Liubomiras Laucevicius
Liubomiras Laucevicius (prononcer Lioubomiras Laoutsavitchus, en lituanien: Liubomiras Laucevičius) (né le 15 juin 1950 à Vilnius, alors en URSS) est un acteur soviétique, puis lituanien. Il reçoit la croix de chevalier de l'Ordre du Grand-Duc Gediminas par la Lituanie en l'an 2000.

## Biographie
Liubomiras Laucevicius commence à suivre des cours de théâtre à l'âge de seize ans auprès de Juozas Miltinis, puis il est intégré à la troupe du théâtre dramatique de Panevėžys jusqu'en 1975. Ensuite, il suit des cours de la faculté de Klaipėda du conservatoire lituanien, auprès de Povilas Gaidis, tout en jouant au théâtre dramatique de Klaipeda. Après avoir reçu son diplôme, il continue encore à travailler dix ans à Klaipeda. Après l'effondrement de l'URSS, il travaille aussi dans différents théâtres de Kaunas, notamment au théâtre dramatique de Kaunas, interprétant plus de soixante-dix rôles, tous les plus difficiles. Il continue ensuite à tourner régulièrement pour les productions de cinéma ou de télévision russes. Il se fait parfois doubler dans certains films russes à cause de son accent lituanien, pour d'autres au contraire, cela lui sert à interpréter des rôles d'étrangers (par exemple officiers allemands ou espions américains).
Son rôle au théâtre de Cyrano de Bergerac (1983) d'Edmond Rostand dans le rôle-titre lui vaut un grand succès, ainsi que Shylock dans Le Marchand de Venise (2003) de Shakespeare, ou bien Loujine (2004) de Crime et Châtiment de Dostoïevski. Ses traits réguliers et son corps musclé lui valent de jouer des rôles de militaires, d'officiers, de marins, etc. Le public soviétique l'apprécie au cinéma dans Le Loup des mers (1990) d'Igor Apassian qui passe à la télévision dans toute l'URSS. Ce film inspiré de la nouvelle éponyme de Jack London, où il interprète magistralement le rôle principal (le capitaine Larsen), lui vaut une grande renommée. Après la fin de l'URSS, il continue à tourner pour la télévision russe ou des films russes et tourne également dans des films lituaniens.

## Filmographie partielle
- 1983 — Le Riche et le Pauvre — Axel Djordakh, le père
- 1984 — Le Régiment — le fermier
- 1984 — À deux pas du paradis — l'officier de l'abwehr Siegfried König
- 1985 — Requiem pour un massacre — Коssatch
- 1986 — Le Pigeon sauvage — le père
- 1988 — Joies terrestres — Sergueï Bourkine adulte
- 1989 — Stalingrad — le commissaire Kouzma Gourov
- 1990 — Le Loup des mers — Larsen
- 1990 : La Mère de Gleb Panfilov
- 1995 — Le Sang du loup — Feldscher
- 1993 — Sur le chemin de Mourmansk — Paul von Rottenburg
- 2000 — Les Romanov : Une famille couronnée — le commissaire Iakov Iourovski
- 2000 — 2005 — Kamenskaïa (sérié télévisée) — le général Zatotchni
- 2003 — Antikiller 2: Antiterreur — le général tchétchène Adouïev
- 2005 — Une douleur multiple — Flanaghan, officier d'Interpol (doublage : Rudolf Pankov)
- 2005 — Le Maître et Marguerite — le chef des services secrets Afrani (doublage : Oleg Bassilachvili)
- 2005 — KGB en smoking — Walsh, officier de la CIA
- 2007 — Un jeune chasseur de loup — Koldoun
- 2009 — Tarass Boulba — Mazovetski
- 2011 — Retour au A — le professeur de tir Rimas Vaiciunas
- 2012 — C'est mon seul péché (série TV) — Piotr Nikitich Tchernaïev
- 2013 — Un groupe sanguin rare (série TV) — Ivan Ivanovitch Morozov